# Lesquin

Lesquin este o comună în departamentul Nord, Franța. În 1 ianuarie 2022 avea o populație de 9.356 de locuitori.